# NN-291
La carretera NN‑291 es una vía departamental secundaria del departamento de Carazo que conecta el empalme a San Vicente en Diriamba (donde se cruza con la NN-287) con la NIC-34B en la comunidad de Los Baltodanos. Tiene una longitud de 16.5 kilómetros y fue inaugurada en 2024, mejorando la conectividad vial interna en la región.

## Trazado y cruces
La siguiente tabla muestra su recorrido, localidades y principales conexiones:
| km   | Localidad                  | Departamento | Conexión / Ruta |
| ---- | -------------------------- | ------------ | --------------- |
| 0.0  | Empalme a San Vicente      | Carazo       | NN 287          |
| 7.2  | Comunidad rural intermedia | Carazo       |                 |
| 16.5 | Los Baltodanos             | Carazo       | NIC 34B         |

## Coordenadas
Uno de los tramos de la carretera puede encontrarse en las coordenadas: 11°51′22″N 86°14′42″O / 11.8560, -86.2450